# 村松郵便局
村松郵便局（むらまつゆうびんきょく）
- 新潟県五泉市にある郵便局。本記事にて記述する。
- 長崎県長崎市にある郵便局。局番号は76225。
- 茨城県那珂郡東海村にある郵便局。局番号は06182。

村松郵便局（むらまつゆうびんきょく）は新潟県五泉市にある郵便局。民営化前の分類では集配普通郵便局であった。

## 概要
住所：〒959-1799 新潟県五泉市村松乙239-1
民営化直前の集配業務再編において、多くの集配普通郵便局は統括センターとなったが、当局は配達センターとされたため、民営化後も郵便事業株式会社の支店は併設されず、集配センターが併設された。

## 沿革
- 1872年（明治5年） - 村松郵便取扱所として開設[1]。
- 1875年（明治8年）1月1日 - 村松郵便局（五等）となる。
- 1880年（明治13年） - 為替取扱を開始。
- 1881年（明治14年） - 貯金取扱を開始。
- 1893年（明治26年）3月1日 - 村松郵便電信局となる。
- 1903年（明治36年）4月1日 - 通信官署官制の施行に伴い村松郵便局となる。
- 1949年（昭和24年）3月15日 - 特定郵便局から普通郵便局に局種別改定[2]。
- 1961年（昭和36年）6月1日 - 電話通話および和文電報受付業務を開始。
- 1982年（昭和57年）2月 - 局舎新築。
- 1983年（昭和58年）3月28日 - 越後川内郵便局から集配業務を移管。
- 2000年（平成12年）8月14日 - 外国通貨の両替および旅行小切手の売買に関する業務取扱を開始。
- 2007年（平成19年）10月1日 - 民営化に伴い、併設された郵便事業新津支店村松集配センターに一部業務を移管。
- 2012年（平成24年）10月1日 - 日本郵便株式会社発足に伴い、郵便事業新津支店村松集配センターを村松郵便局に統合。

## 取扱内容
- 郵便、印紙、ゆうパック、内容証明
- 貯金、為替、振替、振込、国際送金、国債、投資信託
- 生命保険、バイク自賠責保険、自動車保険
- ゆうちょ銀行ATM
- 五泉市内の一部地域の集配業務

## 周辺
- 五泉市役所村松支所
- 村松城跡公園（村松郷土資料館、村松民具資料館）
- 五泉市立村松小学校
- 国道290号

## アクセス
- 蒲原鉄道 村松駅バスターミナルより南へ徒歩約7分
- 五泉市ふれあいバス 下町停留所下車
- 磐越自動車道 安田IC南西へ約12km
- 駐車場あり：10台